# Jerobeam II
Jerobeam II var kung i Israel och regerade i dess huvudstad Samaria under drygt 40 år runt 800 f.Kr. och samtida med profeten Amos. Jerobeam II var samtida med kung Ussia i Juda rike (Amos 1:1). Hans son Sakarja efterträdde honom.